# Майданчик (стрижка)

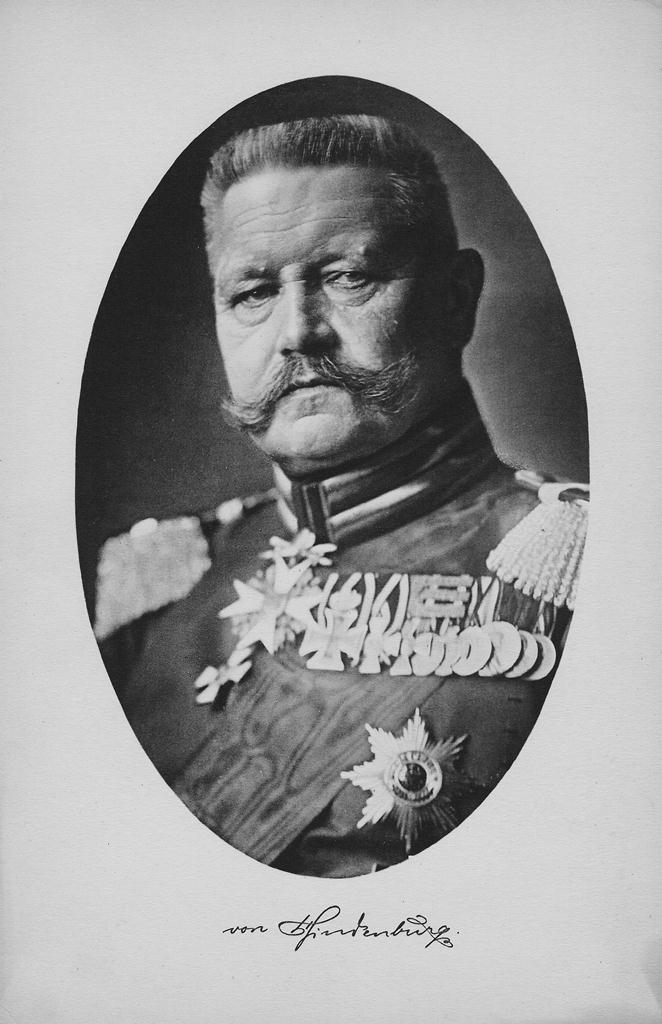
Генерал-фельдмаршал Пауль фон Гінденбург

Майданчик (англ. flattop «авіаносець») — американська чоловіча коротка зачіска, один з варіантів стрижки їжачком. Популярність стрижки зазнавала значних змін у часі. Першого поширення вона набула серед солдатів армії Сполучених Штатів Америки під час Другої світової війни. Після повернення з Європи та Південно-Східної Азії багато фронтовиків носили її в мирний час. Так зачіска майданчик нарівні з синім комірцем стали символом консерватизму 50-х років. Група The Beatles використала цей образ на початку пісні Come Together.
|  | Ось тип іде бувалий, до нас іде він мляво…Вже заріс до самих ніг Оригінальний текст (англ.) [Here come ol' flat-top he come grooving up slowly…He got hair down to his knee] Помилка: [undefined] Помилка: {{Lang}}: немає тексту (допомога): текст вже має курсивний шрифт (допомога) |

На межі 70-80 х років зачіска повторно набула популярності завдяки фільмам за участі Арнольда Шварценеггера, де довершувала сценічний образ відставника, учасника бойових дій. Саме завдяки бойовикам вона стала популярна серед спортивної молоді СРСР кінця 80-х і, зокрема - української. 
Тим часом на світову культуру вплинула зачіска амазонки Зули з фільму Конан-руйнівник у виконанні Грейс Джонс, яка органічно співставила панк і фентезі в зіграній ролі та ввела варіації цієї стрижки до жіночих каталогів зачісок. Остаточну трансформацію сприйняття цієї зачіски зробив безжальний Іван Драго з фільму Роккі 4 у виконанні Дольфа Лундгрена. Вона позбавилась романтизму 50-х.  І в Україні початку 90-х вона також повністю змінила культурний контекст, і стала частиною шаблонного образу бойовика-рекетира. І навіть зворушливий Форрест Ґамп у виконанні Тома Генкса вже нічого не вдіяв.